# Servaas Buysschaert
Servaas Buysschaert (Courtrai, 19 marzo 1999) è un cestista belga.

## Palmarès
- Campionato belga: 6

Ostenda: 2018-2019, 2019-2020, 2020-2021, 2021-2022, 2022-2023, 2023-2024
- Coppa del Belgio: 1

Ostenda: 2021
- BNXT League: 1

Ostenda: 2023-2024
- Supercoppa BNXT: 3

Ostenda: 2021, 2022, 2023